# Jimmy Hunt (acteur)
Pour les articles homonymes, voir Jimmy Hunt et Hunt.
Jimmy Hunt, de son vrai nom James Walter Hunt, est un acteur américain né le 4 décembre 1939 à Los Angeles (Californie, États-Unis) et mort le 18 juillet 2025.
Enfant acteur, il interprète plus de 30 rôles entre 1947 et 1954. Il reste connu pour son rôle central dans le film Les Envahisseurs de la planète rouge (Invaders from Mars, 1953).

## Biographie
Issu d'une famille de la classe moyenne sans lien avec le milieu du cinéma, sa carrière débute en 1947 lorsqu'il est engagé pour jouer le rôle d'Alec Brooke jeune dans L'Île enchantée (High Barbaree), en raison de sa ressemblance avec l'acteur Van Johnson. Il est repéré dans son école de Culver City qui était située à proximité des studios de la MGM.
Engagé sous contrat, il est formé à la Little Red School House aux côtés d'autres jeunes acteurs tels que Roddy McDowall et Elizabeth Taylor.
Dès lors, Jimmy est régulièrement engagé pour des rôles de jeune garçon en raison de son aisance devant les caméras. Ainsi, dans son édition du 7 septembre 1950, le quotidien Daily Variety souligne la qualité de son jeu dans le film Louisa (1950) aux côtés de Ronald Reagan : « Jimmy Hunt's performance in Louisa is a model for all moppets who overact to ponder. » (« L'interprétation de Jimmy Hunt dans Louisa doit servir d'exemple pour inciter les cabotins qui surjouent à être plus mesurés. »)
Il décide d'interrompre sa carrière d'acteur à l'âge de 14 ans, fatigué des rôles de plus en plus exigeants qui lui sont proposés, et désirant consacrer plus de temps au sport.
Après ses études, il fait son service militaire en Allemagne à Herzl, près de Nuremberg, où il travaille notamment sur des projets confidentiels de décryptage. Il y fait la connaissance de sa future épouse, Roswitha, une Allemande. Ils se marient en 1963 puis rentrent aux États-Unis avec sa fille issue d'un précédent mariage. Ils ont ensuite deux fils, Randy et Ron.
Après 1954, il n'a fait qu'une apparition dans le remake L'invasion vient de Mars (Invaders from Mars, 1986) dans lequel son personnage, retrouvant la colline où a atterri la soucoupe volante, affirme « ne pas y avoir mis les pieds depuis 40 ans » (plus précisément, 33 ans séparent le film original de son remake).

## Filmographie sélective
- 1947 : L'Île enchantée (High Barbaree) de Jack Conway : Alec Brooke enfant (non crédité)
- 1948 : Une femme sans amour (The Mating of Millie) de Henry Levin : Tommy Bassett
- 1948 : Sanglante Aventure (Pitfall) de André de Toth  : Tommy Forbes
- 1948 : Deux Sacrées Canailles (The Sainted Sisters) de William D. Russell : David Frisbee
- 1948 : So This Is New York de Richard Fleischer : Bobby (non crédité)
- 1948 : Raccrochez, c'est une erreur ! (Sorry, wrong number) d'Anatole Litvak : Peter Lord
- 1948 : Ma femme et ses enfants (Family Honeymoon) de Claude Binyon : Charlie
- 1949 : Quand viendra l'aurore (Top o' the Morning)
- 1950 : Treize à la douzaine (Cheaper by the Dozen) de Walter Lang : William Gilbreth
- 1950 : La Capture (The Capture) de John Sturges : Mike Tevlin
- 1951 : Katie Did It de Frederick de Cordova
- 1951 : Les Parents apprivoisés (Week-End with Father) de Douglas Sirk
- 1952 : Six filles cherchent un mari (Belles on their Toes) de Henry Levin
- 1953 : Les Envahisseurs de la planète rouge (Invaders from Mars) de William Cameron Menzies : David MacLean
- 1953 : Démasqué (The Lone Hand) de George Sherman
- 1954 : Belle mais dangereuse (She Couldn't Say No) de Lloyd Bacon : Digger
- 1986 : L'invasion vient de Mars (Invaders from Mars) de Tobe Hooper : Le chef de la police